# Euthalia dammermani
Euthalia dammermani är en fjärilsart som beskrevs av Van Eecke 1932. Euthalia dammermani ingår i släktet Euthalia och familjen praktfjärilar. Inga underarter finns listade i Catalogue of Life.